# Miniatura (cinema)
Le miniature (anche dette modelli in scala) venivano spesso usate nel campo degli effetti speciali all'interno di film o programmi televisivi, utilizzando modelli in scala. Questi modelli venivano combinati con riprese ad alta velocità o con il matte shot, per rendere più credibile il risultato. L'utilizzo delle miniature è stato ormai largamente superato dall'uso della CGI nel cinema contemporaneo.
Quando una miniatura è ripresa in primo piano, questa è spesso, molto vicina all'obiettivo della camera, per esempio quando viene utilizzato il matte painting. Siccome l'esposizione è impostata sull'oggetto che deve essere filmato, per esempio gli attori, le miniature devono essere sovra illuminate, al fine di bilanciare l'esposizione ed eliminare qualsiasi differenza della profondità di campo. Questo uso delle miniature in primo piano viene indicato come prospettiva forzata. Le miniature sono spesso usate in combinazione con l'animazione in stop motion.
L'uso delle miniature nella creazione degli effetti speciali da parte dell'industria dell'intrattenimento risale agli albori del cinema.

## Dal 1900 alla metà degli anni sessanta
Il regista francese Georges Méliès ha utilizzato gli effetti speciali nel suo film del 1902 Viaggio nella Luna, fra le varie tecniche utilizzate risultano la doppia esposizione, la divisione dello schermo, le miniature e la stop motion.

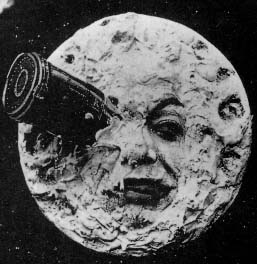
Primi usi di modelli, tratto da Viaggio nella Luna

Alcuni dei film più influenti nel campo degli effetti visivi sono Metropolis (1927), Quarto potere (1941) e I dieci comandamenti (1956).

## Dalla metà degli anni sessanta
L'utilizzo delle miniature nel film 2001: Odissea nello spazio di Stanley Kubrick fu un importante sviluppo della tecnica. In produzione per tre anni, il film rappresentò un miglioramento significativo nella creazione di modelli convincenti.
Nei primi anni settanta le miniature furono spesso utilizzate per ricreare disastri in film come L'avventura del Poseidon (1972), Terremoto (1974) e L'inferno di cristallo (1974).
La rinascita del genere di fantascienza nel cinema degli anni seguenti ha raggiunto nuovi livelli qualitativi in film come Incontri ravvicinati del terzo tipo (1977), Guerre stellari (1977), Alien (1979), Star Trek (1979) e Blade Runner (1982). Sequenze spettacolari come l'esplosione del camion cisterna nel film Terminator del 1984 o la distruzione del ponte in True Lies del 1994 sono state ottenute attraverso l'uso in grande scala di miniature.

## Sostituzione con la CGI
Il film del 1993 Jurassic Park è stato considerato un punto di svolta nell'uso del computer per la sostituzione delle miniature. Pur essendo quasi completamente sostituito dalla CGI, ci sono ancora grandi produzioni che hanno fatto uso di miniature per gli effetti speciali. Alcuni esempi significativi sono: Independence Day (1996), Titanic (1997), Godzilla (1998), la trilogia del Signore degli anelli (2001-2003), Casino Royale (2006), Il cavaliere oscuro (2008) e Inception (2010).